# Johann Wanner (Unternehmer)

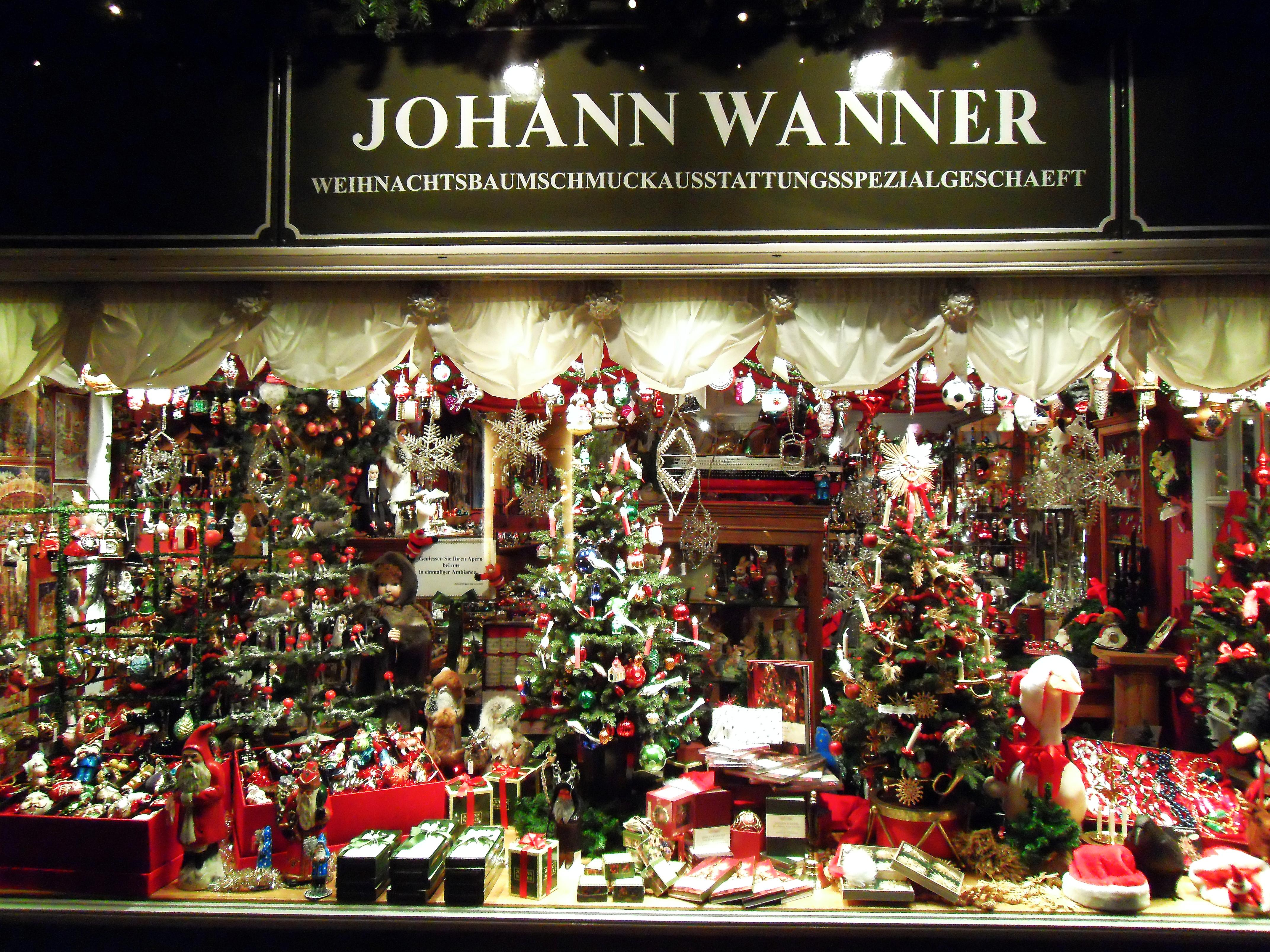
Schaufenster von Johann Wanner

Johann Richard Wanner (* 11. Januar 1939 in Basel; heimatberechtigt in Basel und Oberhof) ist ein Schweizer Unternehmer und der weltgrösste Hersteller und Händler von handgefertigtem Weihnachtsschmuck. Das Einzelunternehmen Johann Wanner Weihnachtshaus hat seinen Sitz in Basel.

## Leben

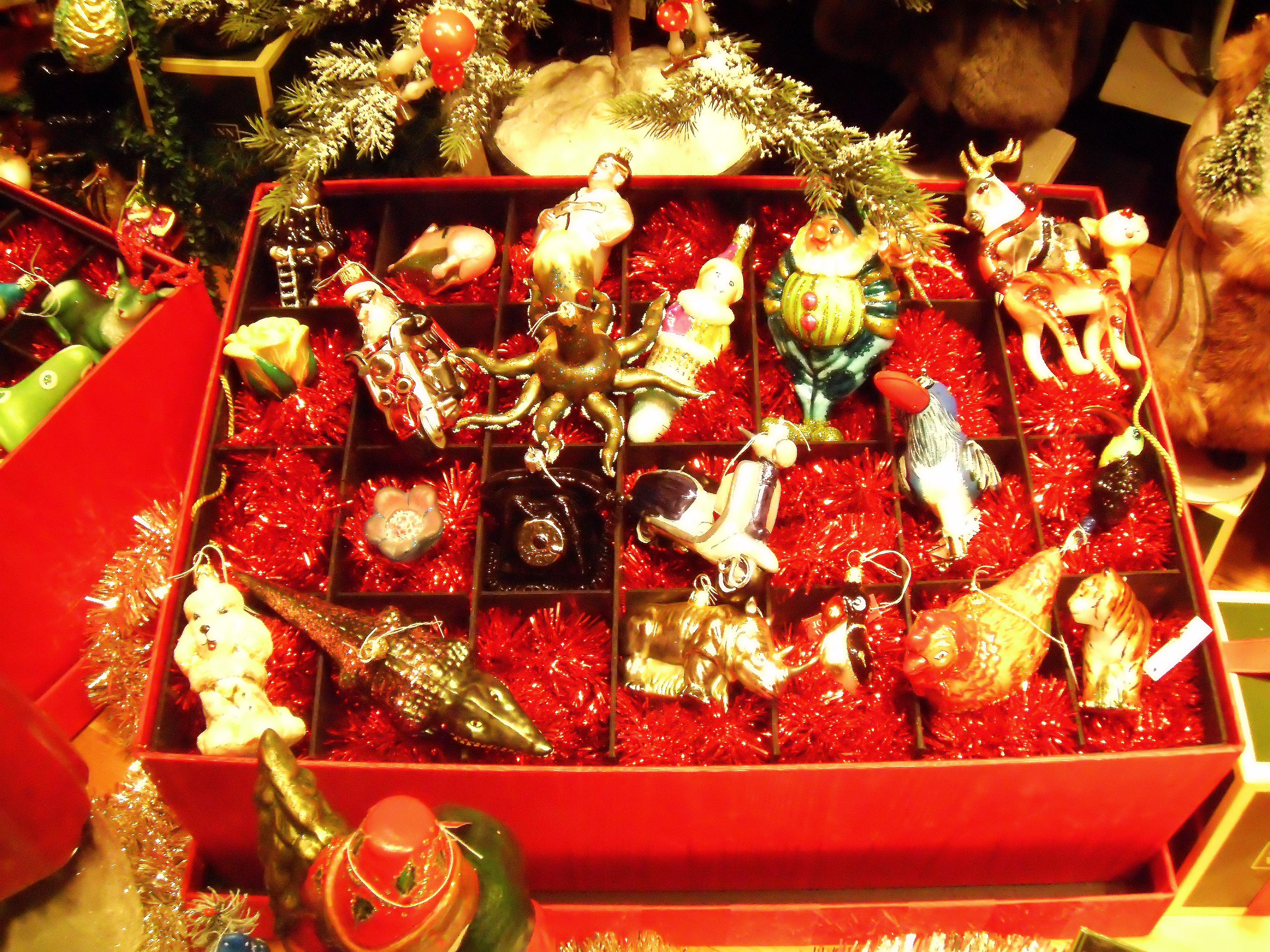
Weihnachtsbaumschmuck bei Johann Wanner

Johann Wanner wurde als erstes von sechs Kindern eines Buchbinders und einer Hausfrau in Basel geboren. Er bereiste nach seiner kaufmännischen Ausbildung mehrere Jahre den Orient. Mitte der 1960er Jahre eröffnete er dann einen Antiquitätenladen in Basel, zunächst in der Vorstadt St. Johann, dann in der Altstadt am Spalenberg.
Angeregt durch Kunden, begann er traditionellen mundgeblasenen und handbemalten Glasschmuck sowie die dazugehörenden Gipsformen zu sammeln, teilweise direkt bei den traditionsreichen Glasbläser-Werkstätten in Thüringen, im nördlichen Polen, in Böhmen und Tschechien. Bald liess er in den Originalformen wieder Christbaumschmuck herstellen und trug so massgeblich zur Erhaltung des vom Aussterben bedrohten Kunsthandwerks der Herstellung von Baumschmuck bei.
Das Angebot fand bei den Kunden Anklang und so entwickelte sich Wanner zum weltweiten Marktführer im Bereich des mundgeblasenen und handbemalten Weihnachtsschmuckes. Er führt neben Glasschmuck auch Engel aus Holz, Porzellan, Geschenkpapier, Glöckchen, Adventskalender, Lametta, Lichterketten und anderes. Bis heute nicht im Sortiment hat Wanner jedoch Krippenfiguren, denn der nach eigenen Angaben «gottgläubige Christ» möchte das Christkind nicht zum Dekorationsartikel herabwürdigen.

## Unternehmen
Wanners rund 500 m² umfassendes Ladengeschäft («Weihnachtshaus») ist nicht nur vor Weihnachten mit Festschmuck bestückt, sondern wird ganzjährig mit dieser Thematik betrieben. Über den Handel hinaus entwickelt Wanner heute auch jährlich neue Modetrends für den Weihnachtsschmuck. In der Dekobranche gilt er als der weltweit wichtigste Trendsetter im Marktsegment mundgeblasener Weihnachtsschmuck. Für Firmen und Privatleute dekoriert er auch Räume zu Festtagen bzw. bietet Firmen Beratung an. Zudem betreibt er in Basel das «Weihnachtskaffee» und die «Weihnachtsstuben».
Zu seinen Kunden gehörten unter anderem bereits das monegassische Fürstenhaus Grimaldi, das Spencer-Haus in London (Lady Diana Spencer war Stammkundin), die Familie von Hohenzollern und andere europäische Adelshäuser, der Schweizer Künstler Jean Tinguely und der amerikanische Musiker Michael Jackson. Wanner schmückte 1998 den Weihnachtsbaum des Vatikans auf dem Petersplatz in Rom mit 753 grossen Silber- und Gold-Kugeln. Er lieferte im Auftrag von Hillary Clinton auch schon Schmuck für den National Christmas Tree des Weissen Hauses in Washington.